# Dirphya fulva
Dirphya fulva là một loài bọ cánh cứng trong họ Cerambycidae.